# 가시이미야마에역
가시이미야마에역(일본어: 香椎宮前駅)은 일본 후쿠오카현 후쿠오카시 히가시구 지하야 5초메에 소재하는 서일본 철도 가이즈카 선의 역이다.

## 역사
- 1959년 3월 1일: 영업 개시.
- 2006년 5월 14일: 미야지다케 선의 연속 입체 교차 사업에 의하여 고가역으로 전환됨.
- 2017년 2월 1일: 역 번호 도입.

## 역 구조
1면 1선의 3량 대응의 승강장을 가진 고가역이다. 2004년 8월 2일부터 고가화 공사로 인하여 임시역으로 영업하고 있었지만, 2006년 5월 14일 고가화 공사가 완성됨과 동시에 고가역의 구조가 되었다.
에스컬레이더와 엘리베이터가 설치되어 있다.

## 역 주변
역 주변은 가시이 부도심 토지 구획 정리 사업 및 가시이 역 주변 토지 구획 정리 사업의 재개발이 진행되고 있다.
- 가시이 궁 - 역에서 동북 방향으로 100m정도 떨어진 곳에 가시이 궁의 도리이가 존재한다. 또한, 도리이부터 가시이 궁 본전까지는 오랜 옛날부터 산도인 도보로도 접근이 가능하지만, 가시이 궁 본전의 가장 가까운 역은 JR 가시진구 역이다.
- 국도 제3호선
- 가시이 세무서
- 후쿠오카 휘영회 병원
- 이온 몰 가시이하마
  - 이온 가시이하마 점
- 후쿠야 카시이점
- 훼미리마트 지하야 5초메 점

## 사진

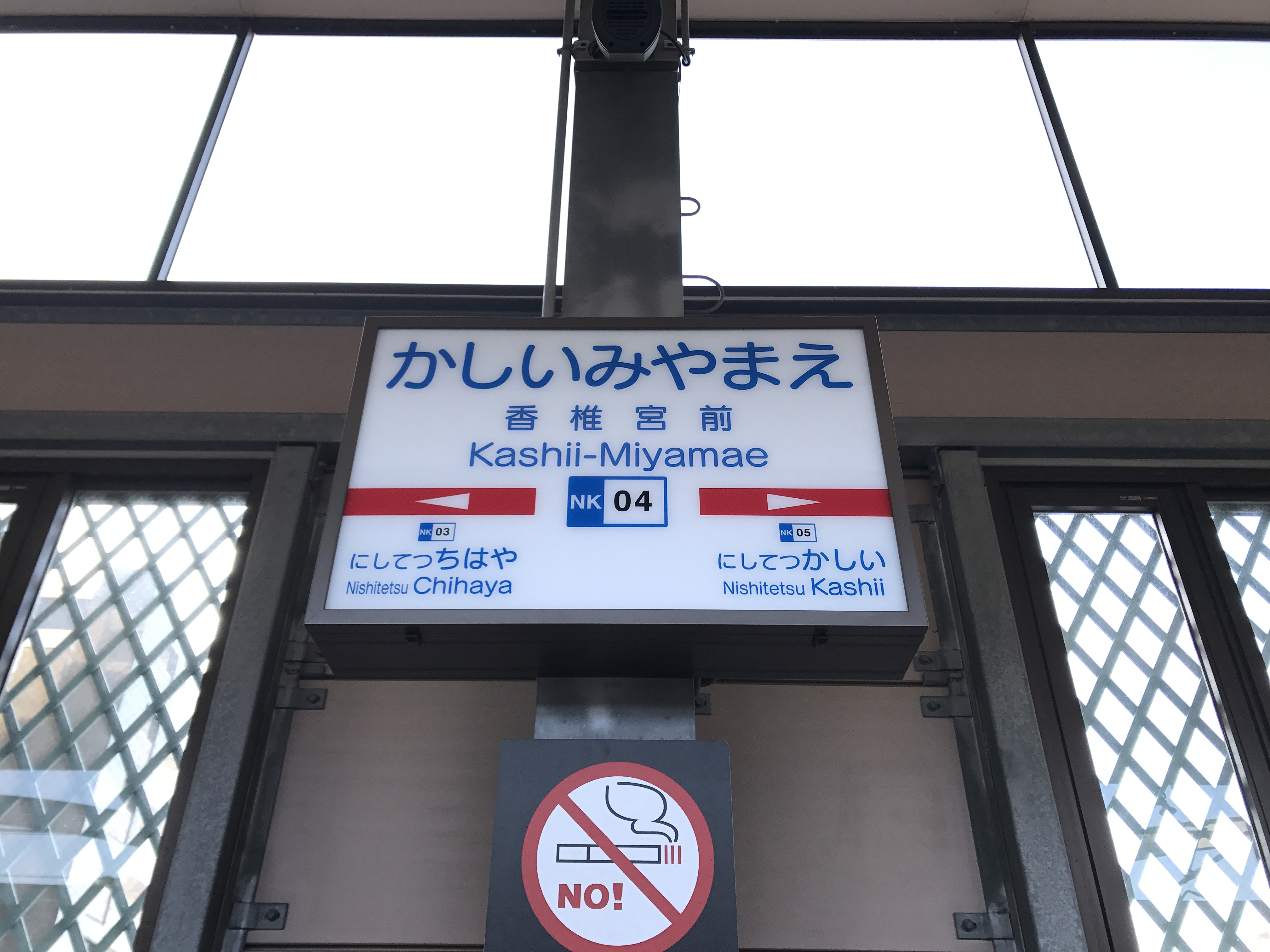
역명판

## 인접역
| 서일본 철도 ■ 가이즈카 선         | 서일본 철도 ■ 가이즈카 선 | 서일본 철도 ■ 가이즈카 선             |
| --------------------------------- | ------------------------- | ------------------------------------- |
| NK03 니시테쓰치하야 가이즈카 방면 |                           | 니시테쓰카시이 NK05 니시테쓰신구 방면 |